# Episynlestes kingii
Episynlestes kingii är en trollsländeart som först beskrevs av Macleay in King 1827.  Episynlestes kingii ingår i släktet Episynlestes och familjen Synlestidae. Inga underarter finns listade i Catalogue of Life.